# 梅普爾福雷斯特鎮區 (密西根州)
梅普爾福雷斯特鎮區（英語：Maple Forest Township）是位於美國密歇根州克勞福德縣的一個行政鎮區。

## 地方資料
梅普爾福雷斯特鎮區的面積為92.20平方千米，當中陸地面積為91.40平方千米，而水域面積為0.80平方千米。根據2020年美國人口普查的數據，當地共有人口598人，而人口密度為每平方千米6.49人。